# Mount Clairvaux
Mount Clairvaux är ett berg i Kanada.   Det ligger på gränsen mellan Alberta och British Columbia, i den västra delen av landet, 3 200 km väster om huvudstaden Ottawa. Toppen på Mount Clairvaux är 2 710 meter över havet. Mount Clairvaux ingår i The Ramparts.
Terrängen runt Mount Clairvaux är bergig åt nordväst, men åt sydost är den kuperad.Trakten runt Mount Clairvaux är nära nog obefolkad, med mindre än två invånare per kvadratkilometer.. 
Trakten runt Mount Clairvaux består i huvudsak av gräsmarker.